# JTRAM
JTRAM（ジェイ・トラム）は、近畿車輛・三菱重工業・東洋電機製造で共同開発された、初の日本製独立車輪式台車を使用した超低床路面電車である。
国内の鉄道・軌道事業者で営業運行されているJTRAMは広島電鉄の5100形および1000形、5200形である（なお、1000形初導入の試運転では2両の内1両が近畿車輛・三菱重工業・東洋電機製造のラッピング電車であった）。

## 概要

### 前史
JTRAMが登場する以前、日本国内での超低床車両は、アドトランツ（ボンバルディア・トランスポーテーション）のGTシリーズ（熊本市交通局9700形電車など）やシーメンスのコンビーノ（広島電鉄5000形電車）といった、ドイツ等の外国製の車両が中心となっていた。
これらの経験から、外国設計の車両では日本の環境にそぐわないという問題があり、また狭軌での超低床LRVの開発が求められ、2001年より、超低床エルアールブイ台車技術研究組合により、国土交通省の支援も得て、鍵となる独立車輪台車の技術開発が行われてきた。
超低床エルアールブイ台車技術研究組合参加企業
アルナ車両、川崎重工業、近畿車輛、東芝、東洋電機製造、ナブテスコ、日本車輌製造、三菱重工業の8社
これとは別に、アルナ工機（現アルナ車両）によってリトルダンサーシリーズが国産初の超低床車として開発されたが、これは従来の路面電車製造技術の延長線上と位置づけられる車両であり、外国製の超低床車両とはコンセプトが異なるものである。

### コンセプト
2004年3月に組合が解散後、冒頭の3社では、Ultimate（究極の）、User friendly（利用しやすい）、Urban（都会的な）を意味する、「U3プロジェクト」を立ち上げた。完成直後はU3ALFAVehicle (Advanced Low Floor Articulated Vehicle＝新型＋低床＋連接の車両 の意)という愛称であったが、後に現在のJTRAMという名称に変更された。

## 実績
2017年6月段階で、広島電鉄5100形電車として10編成が製作、5車体3台車の連接構造であり、また、広島電鉄1000形（2代目）電車として17編成が製作、3車体2台車の連接構造となっている。
5100形の5車体3台車の構造は第1・5車体が運転席と客席を備え、動力つきの台車を装備した車両、第3車体が客席下に無動力のフリー台車装備の車両、第2車体と第4車体目は台車のないフローティング車体となっている。構造上の特徴は、中間車のフリー台車を動力台車とは別構造で設計し、またフローティング車体（第2・4車体）をロングシートとしたことにより、定員の増加と、外国形車両に比べて幅広い通路を確保することの双方を実現したことにある。
5100形の第1編成は2004年秋に完成し、試運転などの後、2005年3月30日に運行を開始した。その後、9編成が納入されて広島電鉄の看板車両として運行している。1000形は、小型の車体を生かして電停の長さの短い路線で運行されている。
日本の路面電車の中では、5100形はかなりの大型車両であり、LRVの規範車両・看板車両として広く認知されている。
三菱重工業の交通システム製品の製造は、2018年1月1日より三菱重工エンジニアリングに継承された。2019年に登場した広島電鉄5200形電車は、近畿車輛・三菱重工エンジニアリング・東洋電機製造の3社による製造に移行。